# Prunoy
Prunoy este o comună în departamentul Yonne, Franța. În 2009 avea o populație de 303 de locuitori.

## Evoluția populației
| An        | 1975 | 1982 | 1990 | 1999 | 2006 | 2009 |
| --------- | ---- | ---- | ---- | ---- | ---- | ---- |
| Populație | 258  | 245  | 252  | 290  | 306  | 303  |